# Marie Bochet
Marie Bochet (Chambèri, 9 de febrer de 1994) és un esquiadora francesa amb discapacitat. Va començar la seva carrera esportiva l'any 2010 a nivell internacional. S'ha distingit en totes les disciplines d'esquí alpí en la categoria dempeus.
Al llarg de la seva carrera ha guanyat vuit títols paralímpics: quatre als Jocs de Sotxi de 2014 (descens, super-G, supercombinat i eslàlom gegant), després quatre als Jocs de Pyeongchang de 2018 (baixada, super-G, eslàlom gegant i eslàlom gegant), sense oblidar una medalla de plata al Super-G als Jocs de Pequín de 2022. També compta amb 22 títols de campiona del món, sobretot guanyant les cinc proves individuals d'esquí alpí (descens, super-G, eslàlom gegant, eslàlom i super combinat) durant les edicions de 2013, 2015 i 2019.

## Biografia

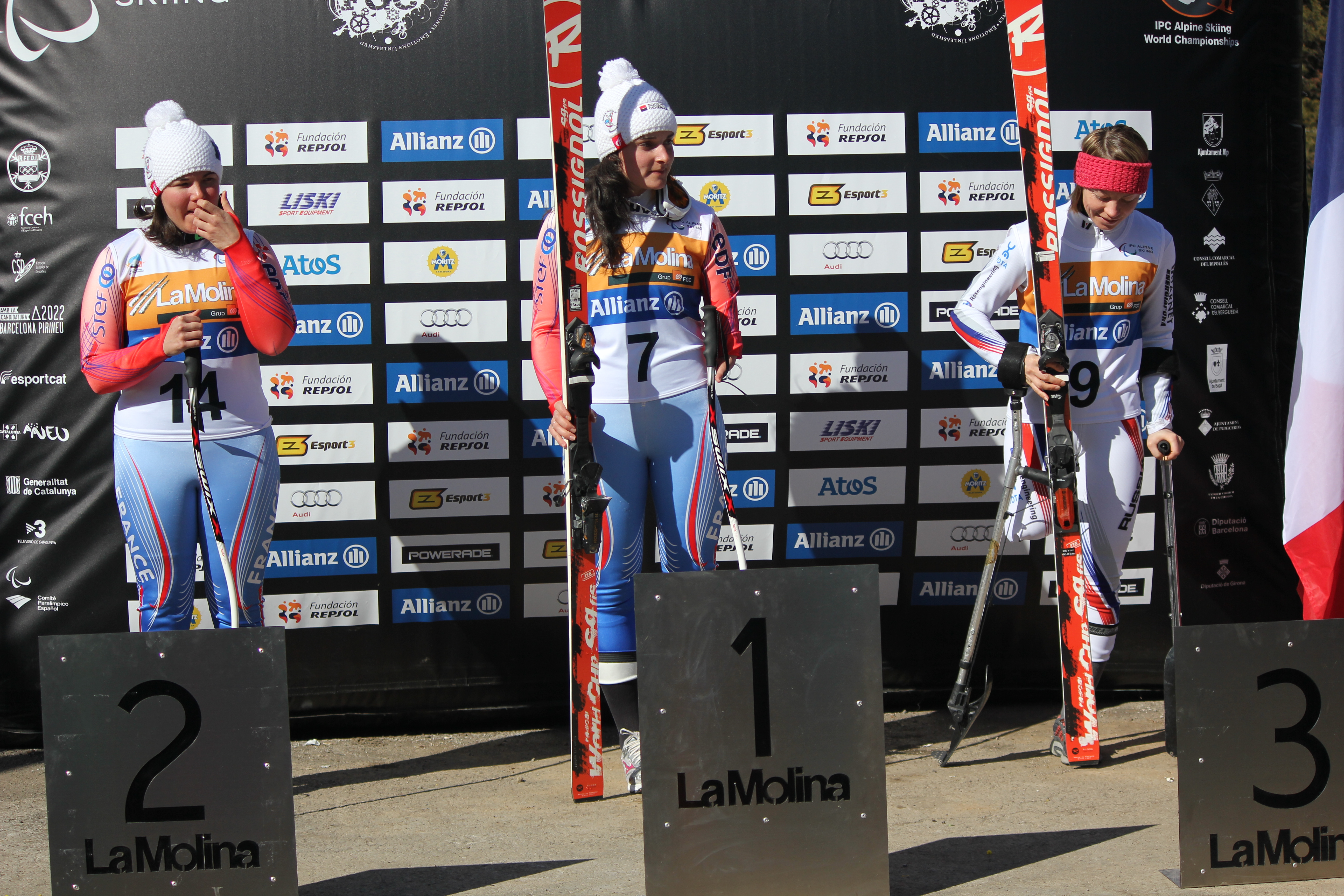
Podi del Campionat del Món d'esquí para-alpí de 2013 a La Molina: Marie Bochet (or), Solene Jambaque (argent) i Inga Medvedeva (bronze).

Marie Bochet va néixer l'any 1994 a Chambèri, als Alps, amb agènesi de l'avantbraç esquerre. Els seus pares, Yvon i Françoise, són criadors de vaques i productors de formatge. Va començar a esquiar als cinc anys i va participar en el seu primer Campionat de França sis anys després. Als setze anys va participar en els Jocs Paralímpics d'hivern de 2010, on va acabar quarta a l'eslàlom i al seu debut a la supercombinada. Guarda un record barrejat entre el descobriment d'aquest esdeveniment i el fet de no haver guanyat cap medalla. Aquell mateix any va guanyar la Copa del Món d'eslàlom dempeus.
A l'ombra de Solène Jambaqué, primer va competir en disciplines tècniques abans de convertir-se en polivalent. Al Campionat del Món de Sestrieras, el 2011, Bochet va guanyar els seus dos primers títols mundials –eslàlom gegant i eslàlom per equips– i dues medalles –en descens i super-G (darrere de Jambaqué en aquesta prova).
L'any 2012 Bochet va guanyar la classificació general de la Copa del Món així com les classificacions d'eslàlom i súper combinada i va quedar segona en super-G i eslàlom gegant.
Al Campionat del Món de 2013 Bochet va aconseguir el "Grand Slam", guanyant les cinc proves individuals: baixada, super-G, eslàlom gegant, eslàlom i supercombinada dempeus.
El 5 de desembre de 2017 va ser nomenada abanderada de la delegació paralímpica francesa per als Jocs Paralímpics d'hivern de 2018 que es van celerar a Pyeongchang.

### Quàdruple als Jocs Paralímpics de 2014
Éssent ja una esquiadora de referènciea, es va presentar als Jocs Paralímpics d'hivern de 2014 com la gran favorita amb vint-i-sis victòries en les últimes trenta-una curses. En el primer esdeveniment, el de descens, va aconseguir guanyar el seu primer títol paralímpic per davant d'Inga Medvedeva i Allison Jones, la seva principal contrincant l'alemanya Andrea Rothfuss que es va perdre una porta a la part superior del recorregut.
El 9 de març de 2014 va aparèixer a la portada del diari L'Équipe, que va lloar-ne l'actuació esportiva. Durant la segona prova, la súper G, va guanyar el seu segon títol olímpic, aquesta vegada acompanyada al podi per la seva compatriota Solène Jambaqué, que va obtenir la medalla de plata.
A l'eslàlom es va estavellar a la primera tirada però després va dir: "Has de guanyar tots els títols paralímpics!" "Has de guanyar tots els títols paralímpics!" "Has de guanyar tots els títols paralímpics!". Es va recuperar en súper combinada dos dies després, guanyant el seu tercer títol paralímpic. Va acabar aquests Jocs guanyant l'eslàlom gegant, compartint podi amb Solène Jambaqué, que havia guanyat el bronze competint en l'última prova de la seva carrera esportiva. Aleshores es va convertir en la primera atleta francesa a guanyar quatre títols als Jocs Paralímpics d'hivern.

### Un altre quàdruple als Jocs Paralímpics de 2018
Als Jocs Paralímpics d'hivern de 2018 a Pyeongchang, on va ser l'abanderada de la seva delegació, va obtenir la primera medalla francesa en guanyar el descens. Va guanyar 3 medalles d'or més en guanyar l'esdeveniment super-G, l'eslàlom gegant i l'eslàlom.
Com a part dels Jocs, va ser escollida membre del Comitè Paralímpic Internacional i es va incorporar a la Comissió d'esportistes.

### Tercer Grand Slam al Campionat del Món de 2019
En guanyar la disputada súper combinada a Sella Nevea (Itàlia) el 31 de gener de 2019, al Campionat del Món en la seva categoria dempeus, Marie Bochet va aconseguir el Grand Slam, ja que va guanyar en totes les proves individuals (eslàlom, gegant, descens, Super G i supercombinada). Era la tercera vegada que aconseguia aquesta gesta als Mundials després del 2013 i el 2015. En aquell moment tenia vint medalles d'or planetàries.

### Victòria número 100 de la Copa del Món, medalla de plata als Jocs Paralímpics de 2022
Sense cap èxit des del febrer de 2019, Marie Bochet va tornar a la victòria en la primera prova de la Copa del Món de la temporada 2021-2022 a Steinach am Brenner, a Àustria. Al mateix temps, va aconseguir la 100a victòria de la seva carrera a la Copa del Món. Durant el Campionats del Món d'esports para-neu a Lillehammer, el gener de 2022, va obtenir els seus 21è i 22è títols planetaris en baixada i gegant, mentre es va fer amb la plata a la combinada i el bronze a la Super-G. Va haver de renunciar a l'eslàlom a causa d'una lesió a l'espatlla dreta durant un entrenament.
En recuperar-se, Bochet va poder participar en els seus quarts i últims Jocs Paralímpics a Pequín. Durant la primera prova, el descens, va haver de renunciar després de passar la primera porta. L'endemà va recuperar la medalla de plata al Super-G darrere de la xinesa Mengqiu Zhang.

### Jocs Olímpics i paralímpics de 2024
Des de l'abril de 2018 forma part de la Comissió d'Esportistes, un organisme de divuit atletes presidit per Martin Fourcade que treballarà en la preparació concreta dels Jocs Olímpics i Paralímpics de 2024.

### Altres activitats
Marie Bochet forma part del col·lectiu Peace and Sport Champions for Peace, format per més de 100 esportistes d'alt nivell compromesos personalment amb el moviment per la pau a través de l'esport. Des del 2014, la francesa també és la padrina de l'associació "Perquè Lana pugi la seva muntanya".que ajuda a Lana, una nena amb paràlisi cerebral i síndrome de West.

## Palmarès

### Jocs Paralímpics
Marie Bochet ha participat en quatre edicions dels Jocs Paralímpics. Hi ha obtingut quatre títols durant l'edició del 2014, quatre més el 2018 i una el 2022.
| Prova / Edició      | Descens      | Súper-G | Eslàlom gegant | Eslàlom      | Súper-Combinat |
| ------------------- | ------------ | ------- | -------------- | ------------ | -------------- |
| JO 2010 Vancouver   | 8a           | 8a      | 7a             | 4a           | 4e             |
| JO 2014 Sotchi      | Or           | Or      | Or             | DNF          | Or             |
| JO 2018 Pyeongchang | Or           | Or      | Or             | Or           | DNF            |
| JO 2022 Pequín      | (no acabada) | Argent  | 4a             | (no acabada) | 5e             |

### Campionat del Món d'esquí adaptat

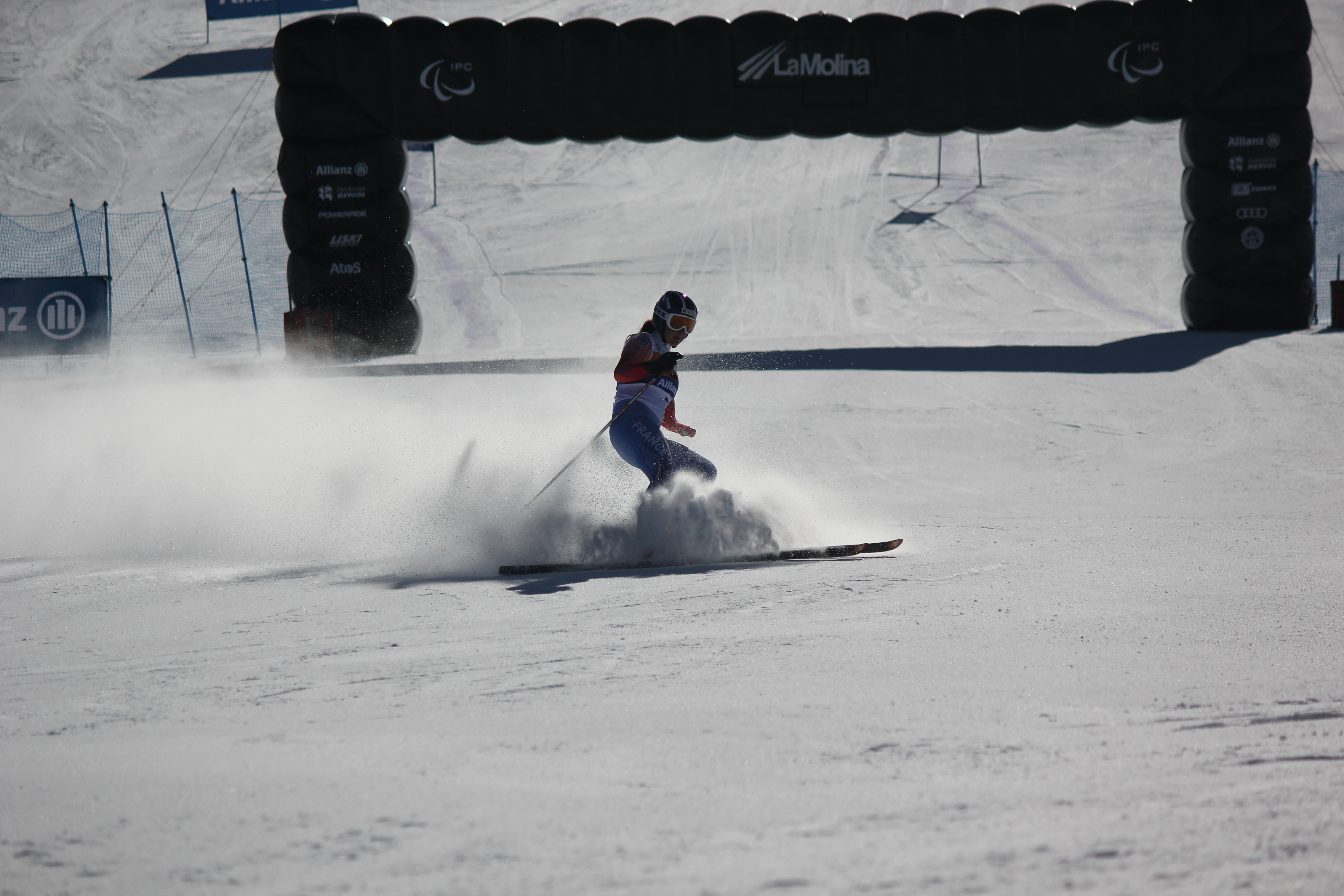
Marie Bochet al Campionat del Món d'esquí para-alpí de 2013.

| Prova / Edició              | Descens | Súper-G | Eslàlom gegant | Eslàlom | Súper-Combinat | Per equips |
| --------------------------- | ------- | ------- | -------------- | ------- | -------------- | ---------- |
| Mundials 2011 Sestrières    | Argent  | Argent  | Or             | —       | Ab.            | Or         |
| Mundials 2013 La Molina ·   | Or      | Or      | Or             | Or      | Or             | 4e         |
| Mundials 2015 Panorama ()   | Or      | Or      | Or             | Or      | Or             | ---        |
| Mundials 2017 Tarvisio      | Or      | Or      | Argent         | Argent  | Or             | ---        |
| Mundials 2019 Kranjska Gora | Or      | Or      | Or             | Or      | Or             |            |
| Mundials 2022 Lillehammer   | Or      | Bronze  | Or             | —       | Argent         |            |

### Copa del Món

#### Palmarès
- 3 Grans globus de cristall: 2011, 2012 i 2014.
- 5 Petits globus de cristall :
  - Guanyadora de la classificació d'eslàlom els anys 2010, 2012 i 2014.
  - Guanyadora de la classificació d'eslàlom gegant l'any 2014.
  - Guanyadora de la classificació combinada l'any 2012.

#### Diferents rànquings de la Copa del Món
| Any/Rànquing | Any/Rànquing | General | General | Descens | Descens | Súper G | Súper G | Gegant | Gegant | Eslàlom | Eslàlom | Combinat | Combinat |
| ------------ | ------------ | ------- | ------- | ------- | ------- | ------- | ------- | ------ | ------ | ------- | ------- | -------- | -------- |
| Any/Rànquing | Any/Rànquing | Class.  | Punts   | Class.  | Punts   | Class.  | Punts   | Class. | Punts  | Class.  | Punts   | Class.   | Punts    |
| 2010         | 2010         | ·       | ·       | ·       | ·       | ·       | ·       | ·      | ·      | 1a      | ·       | ·        | ·        |
| 2011         | 2011         | 1a      | ·       | ·       | ·       | ·       | ·       | ·      | ·      | ·       | ·       | ·        | ·        |
| 2012         | 2012         | 1a      | 1340    | —       | —       | 2a      | 330     | 2a     | 410    | 1a      | 500     | 1a       | 100      |
| 2013         | 2013         | 2a      | 880     | 2a      | 180     | —       | —       | 2a     | 300    | 2a      | 400     | —        | —        |
| 2014         | 2014         | 1a      | 1460    | 2a      | 280     | 4a      | 100     | 1a     | 480    | 1a      | 400     | 4a       | 200      |

## Premis i distincions
La seva exitosa carrera esportiva li ha reportat diversos premis i distincions, tant al seu país com a nivell internacional. Així, l'any 2014 va obtenir el rang de Dama de la Legió d'Honor, junt amb els esquiadors Jean-Frédéric Chapuis, Martin Fourcade, Vincent Gauthier-Manuel i Pierre Vaultier. Aquell mateix any va guanyar els Laureus World Sports Awards, premis internacionals que s'atorguen als esportistes que durant l'any anterior han tingut més impacte en el món de l'esport, en la categoria d'esportistes amb discapacitat. L'any 2017 va ser nomenada Oficial de la Legió d'Honor, màxima distinció francesa.